# Alto Evolucionário
O Alto Evolucionário é um personagem ficcional dos quadrinhos da Marvel Comics. Sua primeira aparição foi na revista Thor vol. 1 #134 (Novembro de 1966), criado por Stan Lee e Jack Kirby.

## Origens ficcionais
Herbert Edgar Wyndham nasceu em Manchester, Inglaterra e estudou na Universidade de Oxford nos anos de 1930. Se interessou pelo trabalho do biologista Nathaniel Essex e começou a realizar experimentos de manipulação genética. Construiu uma máquina (que chamou de acelerador genético) e a usou em ratos. Mais tarde, ao assistir uma conferência em Genebra, Wyndham conheceu um homem misterioso (na verdade um geneticista do povo dos Inumanos) e com ajuda dele conseguiu desvendar o código genético dos seres vivos.
Wyndham deixou a universidade quando conseguiu finalmente evoluir seu cão Dálmata de nome Dempsey. O animal se transformou em um ser humanóide com a inteligência de um chimpanzé. Dempsey acabou morto por humanos assustados com sua aparência, o que fez com Wyndham passasse a procurar um lugar isolado para continuar com suas experiências. Seu parceiro era o cientista Jonathan Drew (pai da futura Mulher-Aranha Jessica Drew). Wyndham se mudou para a Montanha Wundagore na pequena nação dos Bálcãs chamada Trânsia. Descobriu urânio e comprou terras do barão Gregor Russoff.
Trabalhando com o cientista alemão Horace Grayson (pai do futuro Marvel Boy) e com ajuda dos escravos do Homem-Toupeira, eles construíram um vasto laboratório até que a filha de Drew se contaminou com o urânio e teve que ser colocada em animação suspensa. Mais tarde a esposa de Drew foi atacada e morta por um lobisomem (Russoff, vitíma de maldição da família). Após esses fatos, Drew deixou Wundagore. Com a adesão do assistente de pesquisas Miles Warren (futuro supervilão Chacal), Wyndham começou a evoluir vários animais locais, que se tornaram meio-homens e meio-animais. A essa nova espécie ele deu o nome de "Novos Homens".
Quando Jonathan Drew retornou a Wundagore, possuído pelo espírito de um feiticeiro do século VI, ele alertou que o laboratório fora construído num lugar onde o malévolo demônio Chthon fora banido. Drew e Wyndham começaram a treinar os "Novos Homens" para combate no estilo da cavalaria. Drew os chamou de "Cavaleiros de Wundagore" e Wyndham de  "Lorde Alto Evolucionário". Em 1958, o Barão Russoff tentou usar um livro de mágica ancestral conhecido por Darkhold, para se curar de sua maldição. Libertou inadvertidamente o demônio Chthon. Os cavaleiros e Drew conseguiram aprisionar o demônio novamente; enquanto isso, nesta mesma noite, uma mulher grávida chamada Magda deu à luz gêmeos e faleceu. Chthon que estava liberto conseguiu tocar a menina recém-nascida com sua mágica demoníaca.
Wyndham tentou encontrar pais para as crianças, e ao não conseguir, colocou-as também em animação suspensa. Mais tarde, entregues ao casal cigano Django e Marya Maximoff, os gêmeos cresceram e se tornaram os super-heróis Mercúrio e Feiticeira Escarlate. Os poderes místicos da feiticeira, associado aos seus dons mutantes, foram resultado da magia de Chthon.

## Contra-Terra
Na era moderna, o Alto Evolucionário se encontrou com Thor, e com a ajuda do heróico deus do trovão, ele conseguiu deter a ameaça do Homem-Fera (em inglês Man Beast), um dos Novos Homens que se tornara maligno.
Depois desse fracasso, Wyndham transferiu seu laboratório para uma grande espaçonave e partiu rumo às estrelas, junto com suas criações, os Novos Homens. Ele os deixou em um planeta, enquanto ficava numa das luas, onde começou a construir uma réplica detalhada da Terra, colocando-a no lado oposto do Sol. Esse novo planeta vibrava um segundo de diferença em relação a Terra original, e com isso ficava invisível aos humanos. Ele recrutou o Hulk para combater uma revolta dos Novos Homens em Wundagore II e,ao ser ferido mortalmente, evoluiu a si mesmo e se transformou em um semideus, sem forma definida.
O Alto Evolucionário retornou à forma humana e finalizou sua nova criação, a Contra-Terra. Imaginada como um paraíso, não se conseguiu esse intento quando o Homem-Fera corrompeu o processo e o planeta se tornou num mundo imperfeito. Desta feita, o Alto Evolucionário chamou Adam Warlock e lhe deu uma Jóia do Infinito (a jóia das almas). Então ele enviou o herói para a Contra-Terra para combater o Homem-Fera.
Um dos arautos de Galactus descobriu a Contra-Terra. O Alto Evolucionário confrontou Galactus e perdeu, mas foi ajudado pelo Quarteto Fantástico.
Durante um ataque e destruição da Contra-Terra por seres alienígenas que manipularam Adam Warlock, o Alto Evolucionário começou a manifestar os primeiros sinais de instabilidade mental.

## A Guerra do Alto Evolucionário
Com problemas mentais, o Alto Evolucionário voltou à Terra e resolveu que a vida tal qual como era deveria terminar. Ao enfrentar o Hulk com uma armadura, ele foi destruído, mas conseguiu se regenerar. Com essa experiência. ele mudou e decidiu se tornar o protetor da Humanidade, pois queria que ela se tornasse poderosa como os alienígenas que destruiram a Contra-Terra.
Então o Alto Evolucionátio tentou detonar uma bomba evolucionária, a fim de transformar a Humanidade, mas foi impedido por um grande número de super-heróis. Os Vingadores o detiveram, mas o vilão juntamente com Hércules foram expostos a Câmara Gênesis  e lançados para fora da existência.

## Eventos recentes
A essência evoluída do Alto Evolucionário e de Hércules foi aprisionada e manipulada pelos Celestiais na Galáxia Negra.  Mais tarde ambos foram restituídos à forma original e o Alto Evolucionário retornou ao espaço com seus Cavaleiros de Wundagore. O Alto Evolucionário testemunharia ainda o nascimento de um novo Celestial, o que o levaria a novo estado de demência
O Alto Evolucionário usou sua máquina de aceleração em Shanna, a esposa de Ka-Zar. A mulher tentou "terratransformar" a Terra Selvagem, mas foi detida pelo marido que a convenceu a desistir desse intento. O Alto Evolucionário então concordou em fazê-la voltar ao normal.

## Poderes e habilidades
O Alto Evolucionário é geralmente considerado o maior geneticista do Universo Marvel, superando Noah Black, Arnim Zola e Wladyslav Shinsky. Durante suas experiências, o Alto Evolucionário protege seu cérebro com um capacete e o corpo com um poderoso exoesqueleto. O Alto Evolucionário consegue desenvolver seres vivos, manipula matéria e energia, cria matéria e projeta energia, possui telepatia, telecinesia e viaja por dimensões.
A personalidade do Alto Evolucionário oscila entre o cientista louco e o protetor de quem precisa dele. Muitos personagens do Universo Marvel o respeitam como um pai benevolente, tais como Adam Warlock, Mercúrio e Mulher-Aranha. Ele também ajudou o povo de Trânsia, estabilizando a economia do país. Pode também ser considerado um protetor de crianças, incluindo Jessica Drew, Wanda Maximoff, Pietro Maximoff e Luna, a filha de Pietro.

## Publicações
- Alpha Flight vol. 1 #113 (flashback)
- Annihilation Conquest #1-6
- Avengers vol. 1 #186, 187, 234, 380-382
- Giant-Size Avengers vol.1 #1 (flashback)
- Evolutionary War anuais de 1987:
  - X-Factor Annual #3
  - The Punisher Annual #1
  - Silver Surfer Annual #1
  - New Mutants Annual #4
  - The Amazing Spider-Man Annual #22
  - Fantastic Four Annual #21
  - Uncanny X-Men Annual #12
  - Web of Spider-Man Annual #4
  - West Coast Avengers Annual #3
  - ALF Annual #1
  - The Spectacular Spider-Man Annual #8
  - Avengers Annual #17
- Doctor Strange, Sorcerer Supreme #47
- Excalibur  vol. 1 #51, 113
- Fantastic Four #171-175, 176 (bastidores), 178, 179
- Fantastic Four Annual #23
- Fantastic Four Unlimited #9
- Friendly Neighborhood Spider-Man #24
- Gambit vol. 3 #½ (bastidores)
- Guardians of the Galaxy #57-58
- Heroes For Hire vol. 1 #15-17
- Heroes For Hire/Quicksilver Annual ’98
- Hulk vol. 1 #149, 158, 179, 266
- Iron Man #111 (flashback)
- Ka-Zar vol. 4 #12-14
- Marvel Premiere #1, 2
- Marvel Spotlight vol. 1 #32
- Marvel Two-in-One #30, 62-63, 74
- Thor vol. 1 #132-133 (bastidores), 134, 135, 317 (flashback), 406-408, 417, 419, 420, 422-425, 448-450, 472-484, 486-489
- The Mighty Thor Annual #19
- Quicksilver #1, 7-12
- Rune vol. 2 #2
- Scarlet Spider Unlimited #1
- The Spectacular Spider-Man vol. 1 #142, 143 (bastidores)
- Spider-Man:  Dead Man’s Hand #1
- Spider-Woman vol. 1, #1, 20 (flashback), vol. 3 #6 (flashback), vol. 4 #1
- Spider-Woman: Origin #2
- Strange Tales vol. 1 #178
- Tales to Astonish vol. 1 #94-96
- Thanos #2
- Uncanny Origins #2
- The Uncanny X-Men #379, 380
- The Uncanny X-Men Annual ’99
- Adam Warlock vol. 1 #1-3, 5, 8, 15
- Infinity Watch #1, 3, 4
- Wolverine vol. 2 #149 (bastidores)
- Wolverine: First Class #3
- X-Factor vol. 3, #21
- X-Men: Legacy #99

### Fora da cronologia
- Earth X #11
- Marvel Adventures #15
- Spider-Man Unlimited vol. 2 #1, 2, 4
- What If vol. 1 #32, vol. 2 #1

## Adaptações para a televisão
Ele apareceu nas séries animadas X-Men: The Animated Series e Spider-Man Unlimited.
Ele é o principal vilão do filme Guardiões da Galáxia 3, do Universo Cinematográfico da Marvel.